# William Wells Brown
William Wells Brown (Lexington (Kentucky), 6 de novembre de 1814. Chelsea (Massachusetts), 6 de novembre de 1884) fou un escriptor, dramaturg i historiador estatunidenc. Nascut esclau al Sud dels Estats Units, Brown va escapar cap al Nord, a on va treballar per la causa abolicionista i va esdevenir un escriptor prolífic. Brown fou pioner en gèneres literaris diversos, entre ells la literatura de viatges, la narrativa i el drama i va escriure la què és considerada com la primera novel·la de la literatura afroamericana: Clotel, editada a Londres, a on va viure un temps.
Feia conferències a Londres quan la Fugitive Slave Law (Llei dels Esclaus Fugitius) es va aprovar als Estats Units. Aquesta requeria a gent al Nord que ajudés a capturar esclaus fugitius. Brown va estar durant molts anys en risc de captura i re-esclavització. Després que el 1854, la seva parella britànica aconseguís la seva llibertat, ell i la seva família van tornar als Estats Units, a on es va ajuntar amb el col·lectiu abolicionista. Contemporani de Frederick Douglass, Wells Brown fou impressionat per l'orador carismàtic.

## Biografia
Brown va néixer a prop de Lexington (Kentucky). La seva mare, Elizabeth, era propietat del Dr. Young i va tenir set fills de pares diferents. El seu pare era George Higgins, un propietari de plantacions blanc parent del patró de la plantació en la que treballava la seva mare.
Venut diverses vegades fins als vint anys, Brown va passar gran part de la seva joventut a Saint Louis (Missouri). Els seus patrons el feren treballar al riu Mississipi que en aquells oments era una via principal en el comerç d'esclaus. Va fer moltes temptatives de fugir fins que un dia, el cap d'any del 1834 es va escapar en un vaixell de vapor al port de Cincinnati, Ohio.
Va prendre el nom d'un amic quàquer per a obtenir la llibertat. Al cap de nou anys, durant els que va treballar com a dirigent del Ferrocarril Subterrani amb el seu vaixell de vapor al Llac Erie transportant esclaus fugitius fins al Canadà. També va ser un membre actiu del moviment abolicionista i formà part de la Societat Antiesclavista Estatunidenca.

### Matrimoni i família
El 1834 es va casar amb Elizabeth Schooner, amb la que va tenir dues filles. El 1849 Brown i les seves dues filles van anar a París per assistir al Congrés Internacional de Pau. El 1851 la seva dona Elizabeht va morir i Brown va tornar als Estats Units el 1854. El 1860 Brown es va casar amb Anna Brown.

### A Nova York
Entre el 1836 i el 1845, Brown tenia la seva casa a Buffalo, Nova York a on va treballar en un vaixell al llac Erie. A allà va ajudar a escapar molts esclaus fugitius cap al Canadà. Posteriorment, va escriure que entre el maig i el desembre del 1842 va ajudar a escapar 69 fugitius.
Brown va esdevenir un activista abolicionista a Buffalo, entrant a societats antiesclavistes i al Negro Convention Movement.

### A Europa
El 1849, Brown va abandonar els Estats Units per viatjar a les illes britàniques per a fer conferències contra l'esclavitud. Després de la Fugitive Slave Law de 1850 dels Estats Units, va decidir romandre a Gran Bretanya fins al 1854. En ser una figura pública als Estats Units, corria el risc de ser capturat i que el tornessin a fer esclau.
A Anglaterra va fer xerrades als circuits antiesclavistes. Un article a Scothc Independent diu:

"Per resolució, cultura i força de caràcter, ell (Brown) ha esdevingut un conferenciant popular entre l'audiència britànica i un expositor vigorós dels mals i atrocitats del sistema de les cadenes que ha sacsejat triomfalment. Nosaltres podem dir que William Wells Brown és un home remarcable".

Brown també volia aprendre més sobre cultures, religions i els diferents conceptes de les nacions europees. En la seva memòria del viatge a Europa, el 1852 va escriure:

"Ell, que va escapar de l'esclavitud als vint anys, sense cap educació, com l'escriptor d'aquesta carta, ha de llegir quan els altres dormen, si vol posar-se al dia amb la resta del món."
El 1849 Brown fou seleccionat per acudir a la Conferència Internacional de Pau de París. A allà es va oposar als propietaris d'esclaus dels Estats Units.
Va procurar que els seus fills tinguessin l'educació que li havia faltat a ell. Brown va escriure l'obra Three Years in Europe: or Places I Hve Seen And People I Have Met, basada en la seva estada a Europa. Aquesta novel·la de viatges fou popular entre els lectors de classe mitjana.
Quan Brown pronunciava les seves conferències a Europa, portava un collar d'esclau per a demostrar els seus mals.

### Últims anys de vida
Brown va romandre a l'estranger fins al 1854. Només quan la família britànica Richardson va aconseguir la seva llibertat aquest any (els mateixos ho havien fet per en Frederick Douglass, va retornar als Estats Units i ràpidament es va tornar a afiliar als circuits de lectura antiesclavistes.
Potser a causa de les tensions socials de la dècada del 1850, Brown es va manifestar a favor de l'emigració dels afroamericans estatunidencs cap a Haití i d'una república negra independent al Carib des del 1804. Va decidir que calien més accions militants per ajudar a la causa abolicionista.
Durant la Guerra Civil dels Estats Units i les dècades següents, Brown va continuar publicant llibres de ficció i de no-ficció, aconseguint la reputació de ser un dels escriptors afroamericans més prolífics del seu temps. També va jugar un rol actiu reclutant negres per la Guerra Civil. Va presentar a Robert John Simmons de les Bermundes a l'abolicionista Francis George Shaw, pare del Coronel Robert Gould Shaw, el comandant del 54è Regiment de Massachusetts de Voluntaris d'Infanteria.
El 12 d'abril del 1860, als 44 anys, es va casar amb Anna Elizabeht Gray, de 25 anys a Boston. Mentre continuava amb la seva faceta d'escriptor, Brown continuà sent un militant actiu del Moviment per la Temprança i va estudiar medicina homeopàtica. El 1882 va anar a viure a la ciutat de [[Chelsea (Massachusetts])]].
William Wells Brown va morir el dia del seu aniversari a Chelsea el 1884, als 70 anys.

## Orador abolicionista i escriptor
Brown va fer conferències pel moviment abolicionista a Nova York i Massachusetts. Va accentuar en els esforç anti-esclavistes. Les seves xerrades expressaven les seves creences en el poder de la persuasió moral i la importància de la importància de la no-violència. Sovint atacava el suposat ideal americà de la democràcia i l'ús de la religió per a promoure la submissió dels esclaus. Brown es va posicionar sempre en contra de la idea de la inferioritat dels negres.
Degut a la seva reputació com a orador, fou invitat a la National Convention of Colored Citizens, en la que es va trobar amb altres abolicionistes importants. Quan es va formar el Partit de la Llibertat va escollir romandre independent, creient que el moviment abolicionista havia d'evitar entrar en política. Ell continuà donant suport a les idees de William Lloyd Garrison i va explicar les seves pròpies experiències com a esclau per a convèncer altres perquè donessin suport a la seva causa.

### Treballs literaris

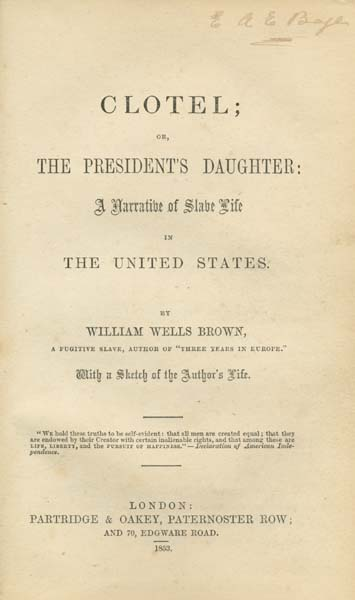
Clotel, or, The President's Daughter: A Narrative of Slave Life in the United States

El 1847 va publicar les seves memòries, The Narrative of William W. Brown, a Fugitive Slave, Written by Himself, que va esdevenir bestseller dins les narratives d'esclaus (només després de l'obra de Frederick Douglass. Ell criticà els valors cristians del seu amo i l'ús brutal de la violència en les relacions amo-esclau.
Quan Brown va viure a Anglaterra, va escriure més treballs: llibres de viatges i novel·les. La seva primera novel·la fou Clotel or The President's Daughter: a Narrative of Slave Life in the United States (1853). En aquesta hi descriu la situació d'un mulat nascut a casa de Thomas Jefferson i és considerada com la primera novel·la escrita per un afroamericà. No fou la primera novel·la d'un afroamericà publicada als Estats Units, ja que es va publicar a Londres. La primera novel·la escrita per un afroamericà i publicada als Estats Units és Our Nigh (1859) de Harriet Wilson o The Curse of Caste; or The Slave Bride (1865) de Julia C. Collins.
La majoria dels estudiosos estan d'acord que Brown és el primer dramaturg afroamericà que va publicar. Va escriure dues obres: Experience; or, How to Give a Northern Man a Backbone (1856, no publicada) i The Escape; or, A Leap for Freedom (1858). Brown feia lectures d'aquest últim en lloc de fer les típiques conferències.
Brown continuà lluitant en com es representava l'esclavitud.
També va escriure molts treballs històrics, entre ells The Black Man: His Antecedents, His Genius and His Achievements (1863), The Negro in the American Rebellion (1867) (considerat el primer treball històric sobre els soldats negres a la Guerra Civil dels Estats Units), The Rising Son (1873) i una altra memòria, My Southern Home (1880).

## Obres
- Narrative of William W. Brown, a Fugitive Slave. Written by Himself, Boston: The Anti-slavery office, 1847.
- Narrative of William W. Brown, an American Slave. Written by Himself, London: C. Gilpin, 1849.
- Three Years in Europe: Or, Places I Have Seen and People I Have Met. London: Charles Gilpin, 1852.
- Brown, William Wells (1815-1884). Three Years in Europe, or Places I Have Seen and People I Have Met. with a Memoir of the author. 1852.
- William Wells Brown, CLOTEL; or the President's Daughter (1853) Arxivat 2006-05-18 a Wayback Machine., An Electronic Scholarly Edition, edited by Professor Christopher Mulvey
- The American Fugitive in Europe. Sketches of Places and People Abroad. Boston: John P. Jewett, 1855.
- The Black Man: His Antecedents, His Genius, and His Achievements. New York: Thomas Hamilton; Boston: R.F. Wallcut, 1863.
- The Rising Son, or The Antecedents and Advancements of the Colored Race. Boston: A. G. Brown & Co., 1873.
- My Southern Home: or, The South and Its People, Boston: A. G. Brown & Co., Publishers, 1880.
- The Negro in the American Rebellion; His Heroism and His Fidelity ...